# Deinze
Deinze é um município belga, localizado na região da Flandres, província de Flandres Oriental. O município é composto pela cidade de Deinze propriamente dita e pelas vilas de Astene, Bachte-Maria-Leerne, Gottem, Grammene, Meigem, Petegem-aan-de-Leie, Sint-Martens-Leerne, Vinkt, Wontergem and Zeveren.
Em 1 de Janeiro de 2006, o município tinha uma população de 28.320 habitantes. O município tinha uma superfície  de  75.54 km², a que corresponde a uma densidade populacional de   375 habitantes por km².

## Divisão administrativa
O município de Deizen encontra-se dividido em onze unidades administrativas

### Tabela
| #               | Nome                                           | Superfície | População (2005) |
| --------------- | ---------------------------------------------- | ---------- | ---------------- |
| I               | Deinze                                         | 8,66       |                  |
| II              | Petegem-aan-de-Leie                            | 9,48       |                  |
| III             | Astene                                         | 9,56       |                  |
| IV (XII) (XIII) | Bachte-Maria-Leerne -Sint-Maria-Leerne -Bachte | 8,62       |                  |
| V               | Sint-Martens-Leerne                            | 3,78       |                  |
| VI              | Meigem                                         | 7,34       |                  |
| VII             | Zeveren                                        | 3,75       |                  |
| VIII            | Vinkt                                          | 9,96       |                  |
| IX              | Wontergem                                      | 5,09       |                  |
| X               | Grammene                                       | 3,06       |                  |
| XI              | Gottem                                         | 6,19       |                  |

## Evolução demográfica
- Fonte:NIS - Opm:1806 t/m 1970=volkstellingen op 31 december; vanaf 1977= inwoneraantal per 1 januari
- 1971: anexou os antigos municípios de  Astene, Petegem-aan-de-Leie en Zeveren (+22,79 km² e 10.521 habitantes)
- 1977: anexou os antigos municípios de  van Bachte-Matia-Leerne, Gottem, Grammene, Meigem, Sint-Martens-Leerne, Vinkt en Wontergem (+44,10 km² e 6.430 habitantes)

## Lugares de interesse
- O Castelo de Ooidonk, do século XVI.Castelo de Ooidonk, vista de trás

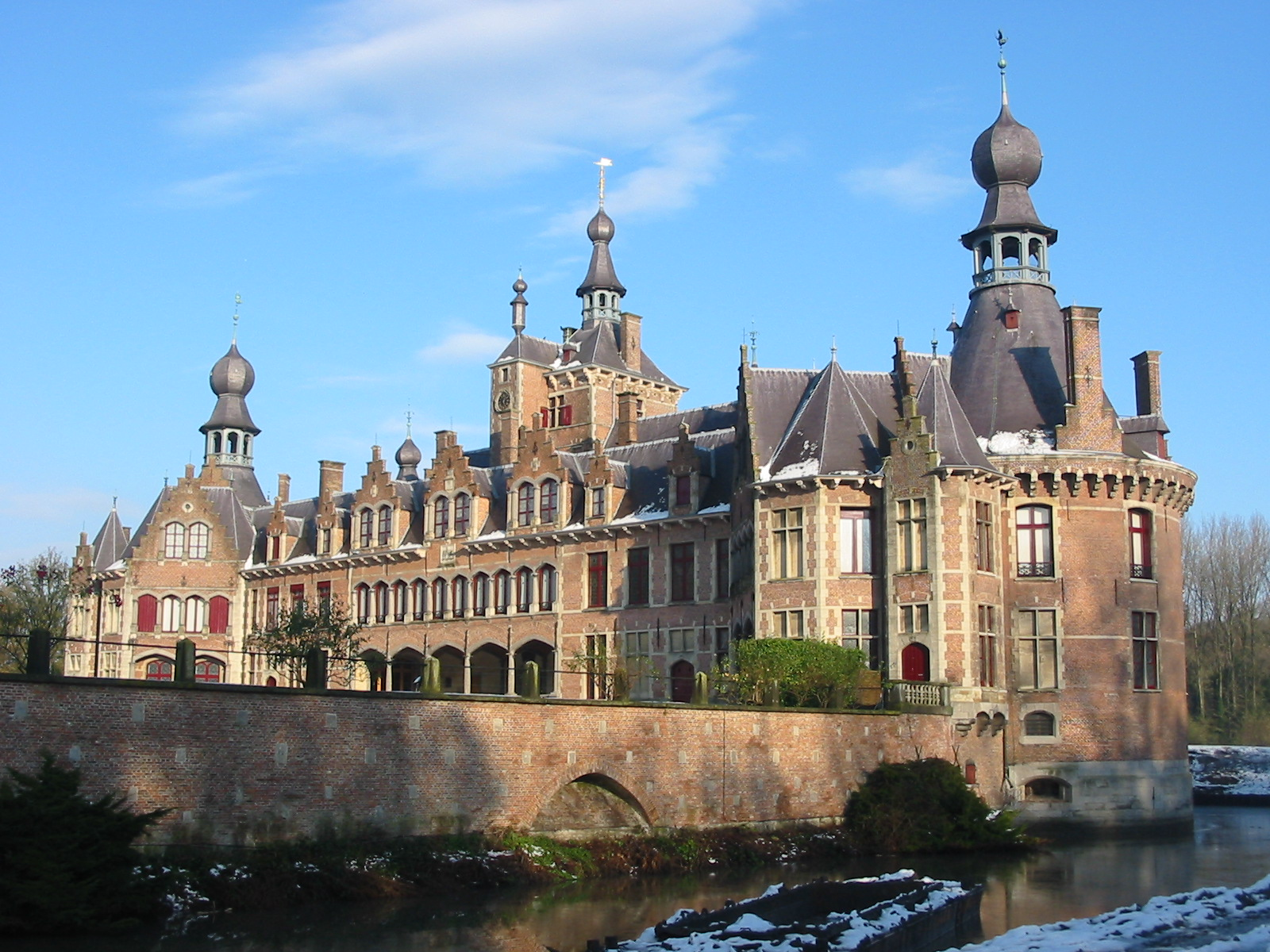
Castelo de Ooidonk, vista de trás